# Maria Adelaida de Savoia
Maria Adelaida de Savoia, delfina de França (Torí, 6 de desembre de 1685 - Versalles, 12 de febrer de 1712). Princesa del Piemont de la Casa de Savoia amb el tractament d'altesa reial que contragué matrimoni amb el delfí de França.
Nascuda a Torí el dia 6 de desembre de l'any 1685 essent filla del rei Víctor Amadeu II de Sardenya i de la princesa Anna Maria d'Orleans. Maria Adelaida era neta del duc Carles Manuel II de Savoia i de la princesa Maria de Savoia-Nemours i per via materna del duc Felip d'Orleans i de la princesa Enriqueta d'Anglaterra.
El 7 de desembre de l'any 1697 contragué matrimoni al Palau de Versalles amb el príncep Lluís de França, fill del Gran Delfí i de la princesa Maria Anna de Baviera. La parella tingué tres fills:
- SAR el príncep Lluís de França, duc de Bretanya, nat a Versalles el 1704 i mort al mateix palau el 1705.

- SAR el príncep Lluís de França, delfí de Viennois, nat a Versalles el 1707 i mort el 1712.

- SM el rei Lluís XV de França, nat a Versalles el 1710 i mort el 1774 al Palau de Versalles. Es casà amb la princesa Maria Leszczynska el 1725.

Amb la mort del Gran Delfí el 14 d'abril de l'any 1711, Maria Adelaida i el seu marit es convertiren en delfins de Viennois; és a dir, hereus al tron francès. Ara bé, tan sols un any després, en ple 1712, els dos caigueren malalts i moriren en dos dies de diferència.